# Lijst van vlaggen van San Marinese gemeenten
Dit artikel bevat een lijst van vlaggen van San Marinese gemeenten. San Marino telt negen gemeenten, oftewel castelli.

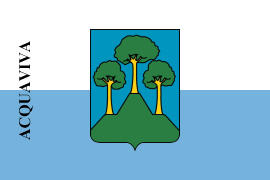
Acquaviva
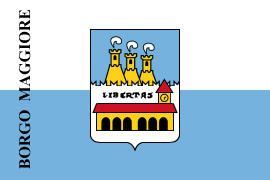
Borgo Maggiore
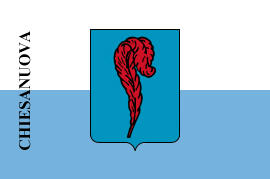
Chiesanuova
Città di San Marino
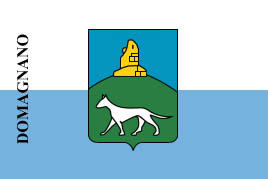
Domagnano
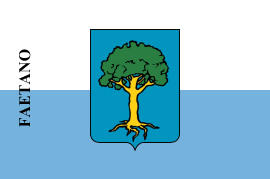
Faetano
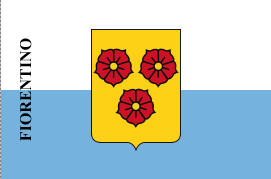
Fiorentino
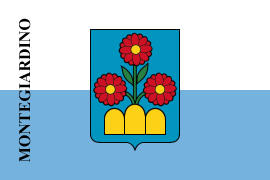
Monte Giardino
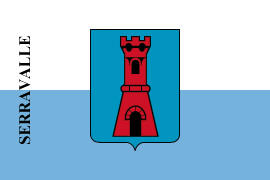
Serravalle